# Lloyd Scott
Lloyd Scott (* 21. August 1902 in Springfield (Ohio); † unbekannt) war ein US-amerikanischer Jazz-Schlagzeuger und Bandleader.
Lloyd Scott leitete in den 1920er Jahren mit seinem Bruder Cecil Scott ein gemeinsames Ensemble, das anfangs in Ohio auftrat, dann in Pittsburgh und schließlich in Harlem spielte. Später trat es als Cecil Scott and His Bright Boys sowie als Lloyd Scott's Symphonic Syncopators auf; zu seinen Musikern zählten Dicky Wells, Frankie Newton, Bill Coleman, Roy Eldridge, Johnny Hodges, Fletcher Allen und Chu Berry. Unter dem Namen Lloyd Scott and His Orchestra entstanden 1927 erste Aufnahmen in New York; die fünf Stücke, darunter „Happy Hour Blues“ (an drei Kompositionen war Scott beteiligt) waren von Pianist Don Frye und Trompeter Kenneth Roane arrangiert und enthalten die ersten Soli von Dicky Wells auf Platte. Ende 1929 wirkte er noch bei Aufnahmen seines Bruders Cecil mit. Nach 1929 beendete Lloyd Scott seine aktive Musikerlaufbahn und wurde der Bandmanager der Formation, die als Cecil Scott's Bright Boys auftrat.